# 1517
Cette page concerne l'année 1517  du calendrier julien.
L'année 1517 est une année commune qui commence un jeudi.

## Événements
- 20 janvier : le sultan Ottoman Selim Ier approche du Caire avec son armée[1]. Il fait également la conquête de la Syrie et de la Palestine.
- 22 janvier : le dernier sultan mamelouk Touman Bey essaie de lui barrer la route mais est battu à bataille de Ridannya puis étranglé trois mois plus tard sur l’ordre de Sélim[1].

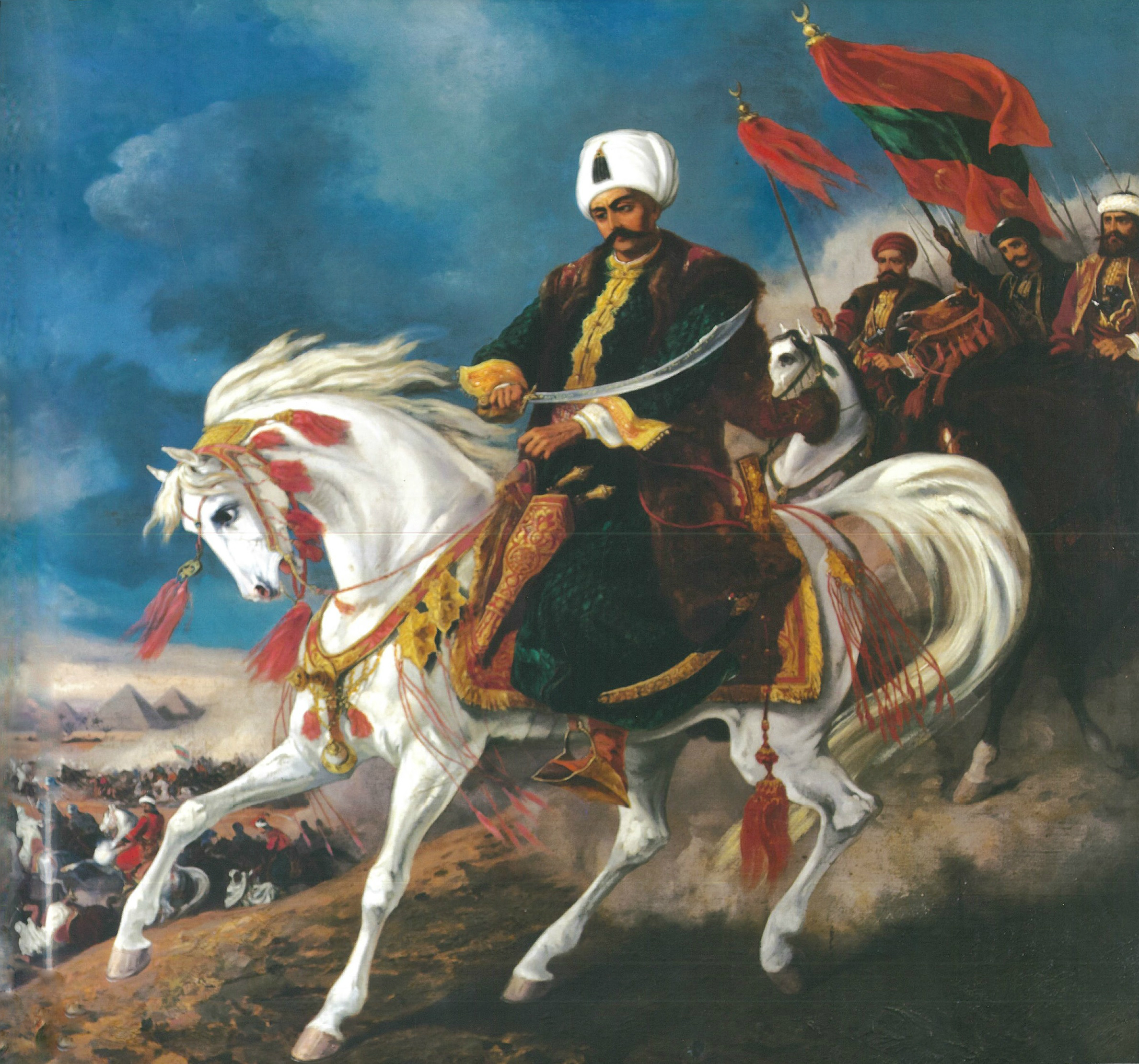
3 février : Selim Ier conquiert l'Égypte. C'est la fin du sultanat mamelouk. Sous le règne des successeurs de Sélim, les begs (ou beys) mamelouks parviennent cependant à donner une certaine autonomie au pays, tout en versant un tribut à Constantinople. Les beys (seigneurs) et les cachefs (administrateurs provinciaux) sont en effet recrutés parmi les Mamelouks qui acquièrent peu à peu un pouvoir politique réel.

- 3 février : Sélim entre au Caire et annexe l’Égypte mamelouk[1]. Selon la tradition, le calife ‘abbasside Al-Mutawakkil III réfugié au Caire, emmené à Constantinople comme otage, lui aurait cédé son titre (Emir al mumimin, commandeur des croyants).

- 8 février : le navigateur espagnol Francisco Hernández de Córdoba part de Cuba pour explorer les côtes nord et ouest du Yucatán, où il arrive au début de mars[2]. Il est violemment repoussé par les mayas à Champotón. Pour la première fois, les Espagnols découvrent l'architecture monumentale de la civilisation maya[3].

- 13 avril : exécution de Touman Bey[1]. L’Égypte devient une province de l’Empire ottoman. Un gouverneur ottoman (Khayrbak, un mamelouk renégat[4]) est nommé pour percevoir le tribut et administrer le pays.
- 15 août : arrivée d’une ambassade du Portugal en Chine. L’apothicaire Tomé Pires est envoyé en ambassade à la cour des Ming pour établir des relations diplomatiques. Il a compris que le seul moyen de faire des affaires avec la Chine est de recourir aux tributs, qui régit le système chinois depuis des siècles. L’ambassade débarque le 15 août près de Canton et est conduite à Pékin (février 1521), mais des incidents culturels surgissent. Tout le monde est jeté en prison et l’ambassade est expulsée (1522)[5].
- 17 septembre : renouvellement des capitulations (traités de commerce) entre la république de Venise et l'Empire ottoman[1].
- 22 novembre, Inde : début du règne de Ibrahim Shah, dernier sultan Lodi de Delhi (fin en 1526)[6]. Il est contraint par les nobles Afghans à partager le pouvoir avec son frère Jalal qui revendiquait une partie du royaume (Jaunpur). À l’issue de la guerre qui l’oppose à Jalal, Ibrahim Shah le fait assassiner. Il cherche à réduire l’autonomie acquise par les chefs afghans pendant la guerre. Ceux-ci font appel à Bâbur en 1524.

- Vasco Núnez de Balboa tente une expédition dans le Pacifique après avoir fait transporter des navires en pièces détachées à travers l’isthme de Panama (1517-1518). Il est décapité à son retour à Acla par son successeur Pedro Arias Dávila (12 janvier 1519)[7].
- Bartolomé de Las Casas est chargé par le roi de Castille de remédier aux maux des indiens d'Amérique[8].

### Europe
- Année exceptionnellement chaude en Allemagne du Sud[9].

- 10 mars : signature entre le grand-maître de l’ordre Teutonique Albert de Brandebourg et Vassili III de Russie d'un traité formel d'alliance offensive et défensive contre la Pologne[10].
- 11 mars : l'empereur Maximilien, Charles de Habsbourg et François Ier sont alliés contre les Turcs par le traité de Cambrai[11].
- 16 mars : à la clôture du concile du Latran, le pape Léon X crée une congrégation de la croisade et ordonne la levée de troupes pour la croisade[12].
- 15 avril, Moscou[13] : l’empereur Maximilien envoie son ambassadeur Sigismund von Herberstein en Russie pour tenter une médiation entre le grand-duc de Lituanie et Vassili III[14].
- 1er mai : Evil May Day. Échec d'une révolte ouvrière en Angleterre[15].
- 10 mai : couronnement comme reine de Claude de France, l'épouse du roi François Ier, en la basilique Saint-Denis (au nord de Paris)[16].
- 25 juin : après avoir pris Dokkum, Charles de Gueldre débarque ses troupes à Medemblik pour un raid dévastateur en Hollande[17]. Près d’un quart de la population d’Amsterdam doit être secourue par la charité publique[18]. Une nouvelle trêve est signée à Utrecht le 17 septembre.
- 2 août : traité d'alliance dirigé contre la Suède conclu à Moscou entre Vassili III et le Danemark[19]. Christian II de Danemark attaque la Suède[20] (fin en 1520).
- 27 août : mort à Bordeaux de Jérôme de Busleyden. Il lègue des sommes considérables qui permettent la fondation du Collège des Trois-Langues à l’université de Louvain (latin, grec, hébreu)[21].
- 17 septembre, Espagne : arrivée de Charles Quint à Villaviciosa dans les Asturies, accompagné de ses conseillers bourguignons (dont Guillaume de Croÿ)[22]. Il rencontre sa mère à Torquemada. Il envoie en Flandre son frère cadet, Ferdinand, autour duquel s’était constitué un parti.

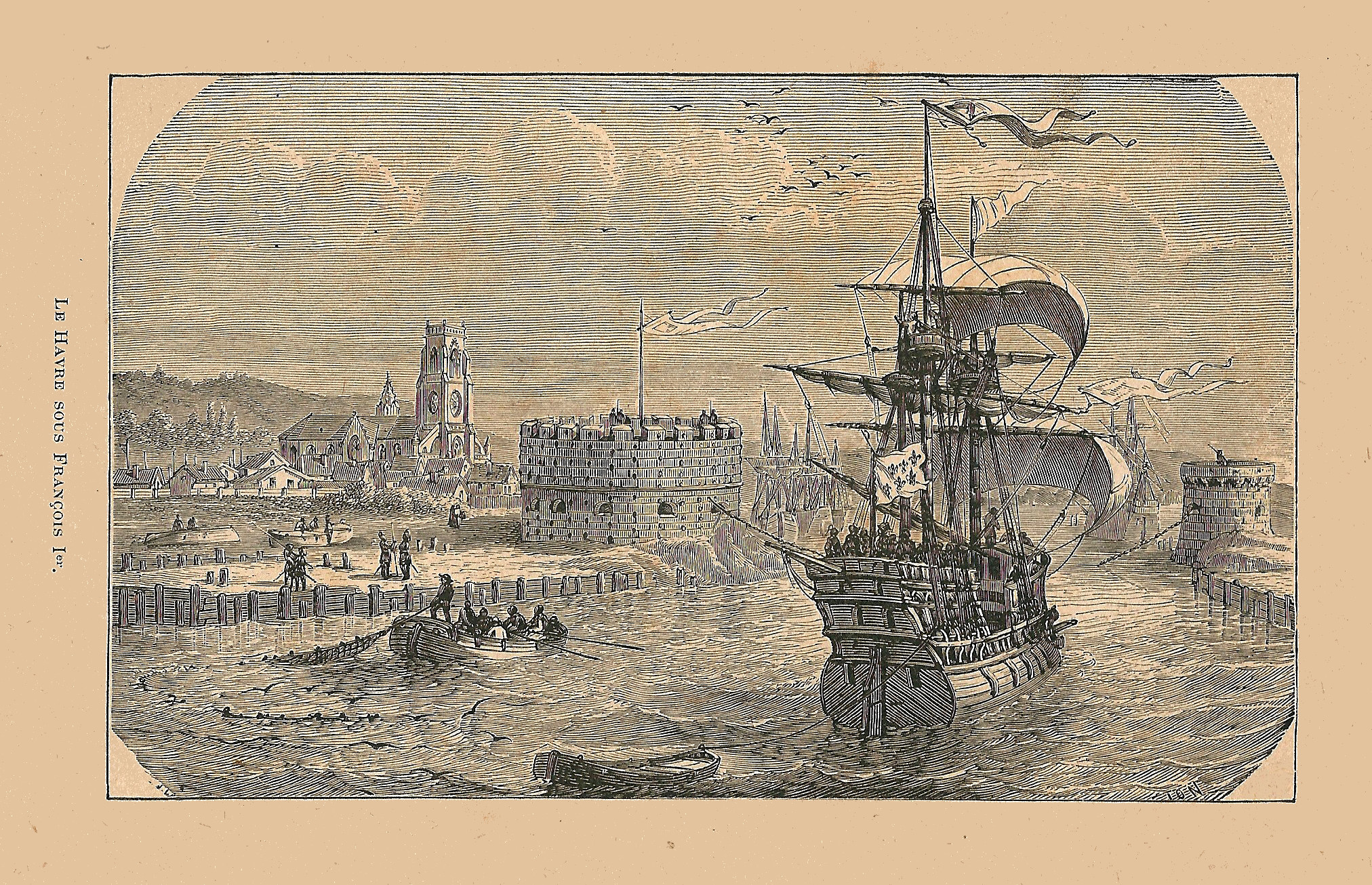
Le Havre sous François Ier, 1892.

- 8 octobre : François Ier ordonne la fondation de la ville du Havre[23].
- 31 octobre : les 95 thèses de Luther, à l'origine du Protestantisme, auraient été placardées sur les portes de l'église du château de Wittenberg[24]. Les étudiants qui suivent les cours de Luther traduisent ses thèses du latin en allemand et les diffusent, ce qui déclenche une certaine agitation autour des ventes d’indulgence du pape Léon X.
- Octobre[25] : nouvel échec de la Ligue paysanne du Rhin supérieur (Bundschuh)[26].
- 8 novembre : mort du régent de Castille Francisco Jiménez de Cisneros[27] (né en 1436) ; inquisiteur général de Castille, il avait été l’initiateur de la confrontation des traductions grecque (la Septante) et latines (la Vulgate de Saint Jérôme) de la Bible avec le texte hébreu, ceci avec l’aide des conversos (Complutensis ou Bible polyglotte d'Alcalá). Sa mort étouffe toute étude biblique ou toute approche critique en Espagne.
- 14 novembre : Guillaume de Croÿ est naturalisé espagnol. il remplace Cisneros comme archevêque de Tolède[22].

- Grâce à une trahison, Vassili III de Russie conquiert les dernières terres indépendantes de l’ancienne principauté de Riazan[28] (fin en 1524).

## Naissances en 1517
- 17 janvier :
  - Henry Grey, 3e marquis de Dorset puis 1er duc de Suffolk, noble anglais de la période Tudor († 23 février 1554).
  - Antonio Scandello, maître de chapelle, instrumentiste, et compositeur italien († 18 janvier 1580).

- 2 février : Luigi Cornaro, cardinal italien († 10 mai 1584).
- 26 février : Antonio Agustín, érudit et jurisconsulte espagnol, archevêque de Tarragone († 31 mai 1586).

- 29 mars : Carlo Caraffa, cardinal italien, neveu du pape Paul IV, et fils de Jean Alphonse Caraffa, comte de Montorio († 6 mars 1561).

- 5 avril : Didacus Pyrrhus, humaniste et poète néolatin († 1599).
- 22 avril : Pietro degli Angeli, poète et humaniste italien († 29 février 1596).

- 18 juin : Ōgimachi, 106e empereur du Japon selon l'ordre traditionnel († 6 février 1593).
- 29 juin : Rembert Dodoens, botaniste et médecin flamand († 10 mars 1585).

- 10 juillet : Odet de Coligny, prélat catholique français de la Renaissance qui se convertit au calvinisme († 21 mars 1571).
- 16 juillet : Frances Brandon, second enfant et aînée des filles de Charles Brandon, 1er duc de Suffolk, et de Marie Tudor, reine douairière de France († 20 novembre 1559).
- 20 juillet : Pierre-Ernest Ier de Mansfeld, chef d'armée et gouverneur des Pays-Bas espagnols († 22 mai 1604).
- 25 juillet : Jacques Peletier du Mans, mathématicien et poète humaniste français († 1582).

- 20 août : Antoine Perrenot de Granvelle, évêque d'Arras, archevêque de Malines puis cardinal, diplomate, conseiller d'État de l'empereur germanique Charles Quint, puis de son fils, le roi Philippe II d'Espagne († 21 septembre 1586).
- 23 août : François Ier de Lorraine, fils d'Antoine, duc de Lorraine et de Bar, et de Renée de Bourbon-Montpensier, il fut duc de Lorraine et de Bar pendant 363 jours de 1544 à 1545 († 12 juin 1545).

- 17 octobre : Amalia de Clèves, princesse de la maison de Von der Mark († 1er mars 1586).
- 18 octobre : Manuel da Nóbrega, prêtre jésuite portugais († 18 octobre 1570).

- 19 novembre : Fulvio Giulio della Corgna, cardinal italien, neveu du pape Jules III, et le petit-neveu du cardinal Antonio Maria Ciocchi del Monte (1511) († 2 mars 1583).

- 16 décembre : Juan de Polanco, jésuite espagnol († 21 décembre 1576).

- Date précise inconnue :
  - Abdallah el-Ghalib, quatrième sultan de la dynastie saadienne († 1er février 1574).
  - Balthazar Arnoullet, imprimeur et libraire français († 1556).
  - Luís de Ataíde, 3e comte de Atouguia, marquis de Santarém, gouverneur et vice-roi des Indes portugaises († 10 mars 1580).
  - Bernard IV de Bade-Durlach, margrave de Bade-Pforzheim († 20 janvier 1553).
  - Pierre Belon, naturaliste français († avril 1564).
  - Pierre Boaistuau, compilateur, traducteur et écrivain français († 1566).
  - Gilles Bourdin, humaniste français, procureur général au Parlement de Paris († 1570).
  - Galeazzo Caracciolo marquis de Vico, noble et théologien italien  († 1586).
  - Frans Floris, peintre d'histoire romaniste flamand de l'École d'Anvers († 1er octobre 1570).
  - Gérard de Groesbeek, prince-évêque de la principauté de Liège et cardinal-prêtre au consistoire († 23 décembre 1580).
  - Gotthard Kettler, dernier grand-maître de l'ordre des chevaliers porte-glaives en Livonie († 17 mai 1587).
  - Francisco de Holanda, peintre, essayiste, architecte et humaniste portugais († 1585).
  - Lee Ji-ham, écrivain coréen de la dynastie de Joseon († 1578).
  - Benedetto Lomellini, cardinal italien († 24 juillet 1579).
  - Guillaume Mahue, peintre flamand († 1569).
  - Mimura Iechika, daimyo de  la période Sengoku († 24 février 1566).
  - Natsume Yoshinobu, samouraï de la période Sengoku au service du clan Matsudaira († 1573).
  - Nicolas de Nicolay, soldat et géographe français († 1583).
  - Otto IV de Schaumbourg, noble allemand, comte de Schaumbourg et de Holstein-Pinneberg († 21 décembre 1576).
  - Pere Albert Vila, organiste, facteur d'orgue et compositeur espagnol († 11 novembre 1582).

## Décès en 1517
- 12 février : Catherine Ire, reine de Navarre.
- 26 mars : Heinrich Isaac, compositeur flamand (° vers 1450-1517).
- 31 octobre : Bartolomeo della Porta, dit Fra Bartolomeo, peintre italien (° 24 mars 1472).
- 8 novembre : Francisco Jiménez de Cisneros, inquisiteur général de Castille (° 1436).
- Date précise inconnue :
  - Al-Achraf Tuman Bay II, dernier sultan burjite d'Égypte (° vers 1475).
  - Cima da Conegliano, peintre vénitien l'école vénitienne (° 1459).